# Vyšné Rudno
Vyšné Rudno (1050 m) – drugi wierzchołek masywu Magury (1059 m) w Wielkiej Fatrze na Słowacji.
Znajduje się w długim grzbiecie tworzącym lewe zbocza Ľubochniańskiej doliny (Ľubochnianska dolina), pomiędzy szczytami Tlstý diel (990 m) i Nižná Lipová (1162 m). W niewielkiej odległości na północny zachód od niego znajduje się właściwy wierzchołek Magury.
Vyšné Rudno jest porośnięte lasem, ale w szczytowych partiach znajduje się hala pasterska, dzięki czemu jest dobrym punktem widokowym. Grzbietem biegnie granica Parku Narodowego Wielka Fatra – należą do niego stoki wschodnie, opadające do dna Ľubochniańskiej doliny.

## Turystyka
Vyšné Rudno i grzbietem nad  Ľubochnianską doliną prowadzi czerwony szlak turystyczny (Magistala Wielkofatrzańska). Na Vyšnym Rudnie dołącza do niego żółty szlak ze wsi Nolčovo.
  Ľubochianske sedlo – Tlstý diel – Vyšne Rudno. Odległość 2,5 km, suma podejść 325 m, suma zejść 30 m, czas przejścia 1:05 h, z powrotem 45 min
  Vyšne Rudno – sedlo Príslop – Chládkové – Kľak – Vyšná Lipová – Jarabiná – Malý Lysec – Štefanová – Javorina – Šoproň – Chata pod Borišovom. Odległość 24,1 km, suma podejść 1525 m, suma zejść 1320 m, czas przejścia 8 h, z powrotem 7:45 h
  Nad Nolčovom – Magura – Vyšné Rudno. Odległość 3 km, suma podejść 615 m, suma zejść 10 m, czas przejścia 2:10 h, z powrotem 1:30 h